# Alfa Romeo RL
L'Alfa Romeo RL è un'autovettura prodotta dall'Alfa Romeo in varie versioni tra il 1922 e il 1927.

## Storia del modello
Nel 1920 il direttore tecnico dell'Alfa Romeo Giuseppe Merosi progettò il motore della nuova RL partendo dal nuovo regolamento della formula tremila (3 litri di cilindrata massima) per le competizioni internazionali. Tuttavia questo regolamento che entrò in vigore nel 1921 venne soppiantato già nel 1922 da uno che prevedeva la diminuzione della cilindrata a due litri e così il motore venne trasformato in uno più adatto all'uso su una vettura stradale.
La RL venne presentata il 13 ottobre 1921 a Milano e successivamente al salone dell'automobile di Londra del 1921 e, visto anche l'interesse iniziale, venne messa in produzione in serie in diverse versioni. Con la RL l'Alfa Romeo completava inoltre la propria gamma con un modello che occupava la fascia medio-alta del mercato precedentemente vuota.
Tra il 1922 e il 1927 furono prodotte quattro versioni di questo modello, inizialmente vennero lanciate la Normale e la Sport che nel 1925 vennero sostituite dalla Turismo e dalla Super Sport.

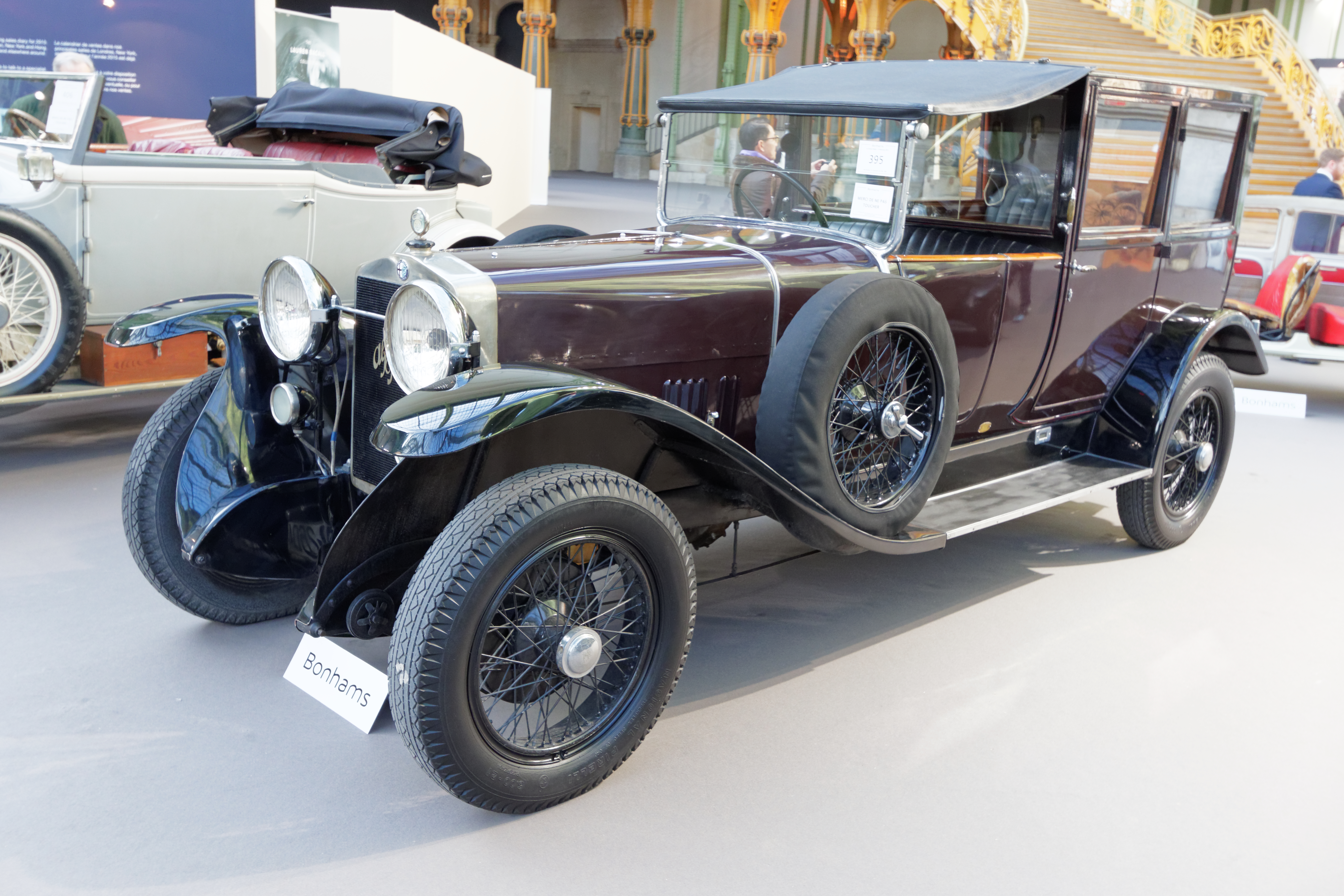
Un'Alfa Romeo RL Limousine de Ville del 1924

Su tutte le versioni vi è un telaio in acciaio a longheroni e traverse stampate a "C" e sospensioni ad assale rigido davanti e dietro con molle a balestra e ammortizzatori a frizione. I freni, quello a mano agiva sulla trasmissione, sono a nastro sulle ruote posteriori. Il motore è un sei cilindri in linea a valvole in testa con aste e bilancieri da 2916 cm³ di cilindrata con monoblocco e testa smontabile in ghisa e condotti di aspirazione e scarico fusi nel blocco.
Sulla Normale, alimentato da un solo carburatore, il motore erogava 56 CV a 3800 giri/min. Sul modello Sport la potenza crebbe a 71 CV a 3500 giri/min grazie a 2 carburatori verticali monocorpo e all'aumento dell'alesaggio di 1 mm e della cilindrata totale fino a 2994 cm³. La Sport si differenziava esternamente dalla Normale per il passo accorciato da 3440 a 3143 mm e soprattutto dal radiatore a "V" dotato di due stemmi Alfa Romeo.
Dal settembre 1923, quando venne lanciata la sorella minore Alfa Romeo RM, su tutte le vetture vennero montati i freni a tamburo sulle quattro ruote comandate da pedale e nel 1926 la frenata venne ulteriormente migliorata aumentando il diametro dei tamburi da 360 a 420 mm. Nel 1925, in concomitanza con l'introduzione dei modelli Turismo e Super Sport, la cilindrata venne unificata su tutte le versioni e la potenza crebbe rispettivamente a 61 e 83 CV a 3600 giri/min.
Come in uso dell'epoca l'automobile non veniva venduta come una vettura completa direttamente dalla casa ma come autotelaio nudo da far carrozzare a piacimento. Su questi telai si cimentarono diversi carrozzieri italiani (Castagna, Falco, Zagato) e stranieri (J.D. Farre, Vanden Plas) realizzando diverse tipologie di vetture a seconda del tipo di telaio (N/T o S/SS) e dello scopo come torpedo, berline chiuse, carrozzerie in Weymann, limousine e anche spider.
Oltre alle versioni sportive stradali S ed SS, che parteciparono comunque a diverse competizioni su strada come la prima Mille Miglia del 1927 condotta da Gastone Brilli Peri e Bruno Presenti, venne approntata anche una versione specifica per le gare, la RL TF, dove TF sta per Targa Florio, all'epoca una delle più importanti competizioni automobilistiche in cui si potesse competere.

## La RL TF e le competizioni

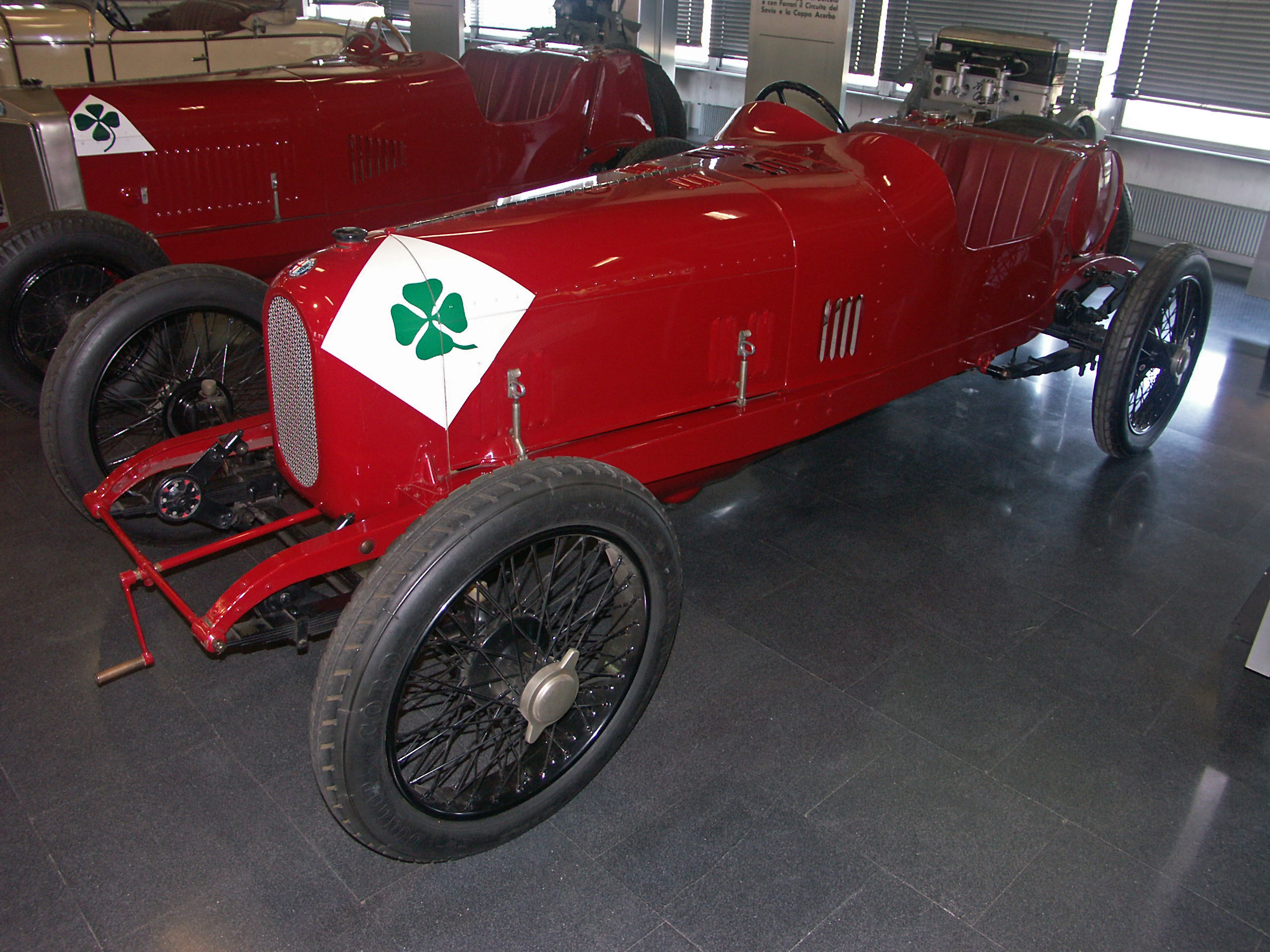
La RL Targa Florio, in primo piano quella del 1923 di Ugo Sivocci con il quadrifoglio Alfa Romeo, dietro la versione del 1924

La RL Targa Florio venne preparata per le competizioni dotandola di una carrozzeria due posti alleggerita dal peso a secco di 980 kg comprese due ruote di scorta, circa la metà del modello di serie, un radiatore più aerodinamico e al posteriore vennero montati doppi ammortizzatori a frizione. Venne prodotta in soli cinque esemplari di cui tre dotati di motore con cilindrata 2.994 cm³ (con potenza di 88 CV) e due dotati di motore 3.154 cm³ (con potenza di 95 CV). 
Il propulsore sei cilindri in linea, dotato albero motore a quattro supporti di banco derivato da quello della RL SS, venne potenziato incrementando il rapporto di compressione e la cilindrata (alesaggio aumentato da 76 a 78 mm) e regolando i due carburatori. 
La RL TF fu una vettura vincente. Nel 1923 l'Alfa Romeo conquistò la sua prima Targa Florio con la RL TF 1923 guidata da Ugo Sivocci, vittoria coronata anche da un secondo e un quarto posto. L'Alfa Romeo schierò quattro vetture, gli esemplari più potenti, dotati di motore 3154 cm³, furono affidati ad Antonio Ascari e Ugo Sivocci mentre le altre due vetture a Giulio Masetti ed Enzo Ferrari.
Questa gara è resa ancora più importante dal fatto che sull'esemplare di Sivocci esordì il quadrifoglio Alfa Romeo che, da allora, sarebbe comparso su tutte le vetture da corsa della casa milanese e sulle versioni più sportive delle sue vetture stradali. Il quadrifoglio fu dipinto da Sivocci sulla propria vettura per motivi scaramantici dato che era iscritto alla competizione con il numero 13. Grazie a questo simbolo il pilota salernitano conquistò la prima vittoria in carriera che fino ad allora gli era sempre sfuggita a causa della sfortuna.
Successivamente una RL Targa Florio 1923 affidata ad Antonio Ascari giunse prima al Circuito di Cremona stabilendo sui 10 km la velocità media di 157 km/h, notevole per l'epoca. Vinse nel 1923 e 1924 il Circuito del Savio guidata da Enzo Ferrari.

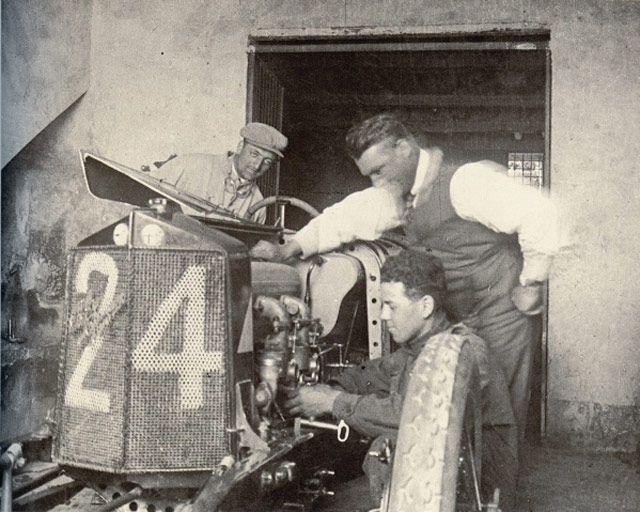
Antonio Ascari (in piedi, a destra) ed Enzo Ferrari (in fondo, a sinistra) osservano il meccanico Giulio Ramponi (accovacciato) sistemare l'Alfa Romeo RL TF #24 di Ascari alla XV Targa Florio, domenica 27 aprile 1924

Nel 1924, per mantenere la supremazia alla Targa Florio, l'Alfa Romeo preparò quattro esemplari di RL Targa Florio 1924, due dotati di motore 2.994 cm³ (portati a 90 CV) e due dotati del motore 3620 cm³. Quest'ultimo propulsore era dotato di sette supporti di banco in luogo dei quattro degli altri modelli, ed era in grado di sviluppare una potenza di 125 CV a 3.800 giri. Ascari era in testa alla gara quando una brusca frenata a circa 100 metri dal traguardo provocò un testacoda. Non riuscendo a far ripartire l'auto, Ascari e il suo meccanico spinsero la vettura fino al traguardo in salita. L'Alfa Romeo giunse seconda, terza, quinta e decima. 
Sempre nel 1924 sul Circuito di Cremona arrivò seconda con Giuseppe Campari (dietro alla debuttante Alfa Romeo P2, che nell'occasione era guidata da Ascari) stabilendo la notevole media di 178 km/h.
Vinse inoltre la Coppa Acerbo nel 1924 e nel 1925, rispettivamente, con Enzo Ferrari e Guido Ginaldi.
| Alfa Romeo RL Targa Florio | Anno | Cilindrata | Potenza |
| -------------------------- | ---- | ---------- | ------- |
| Alfa Romeo RL Targa Florio | 1923 | 3.154 cm³  | 95 CV   |
| Alfa Romeo RL Targa Florio | 1924 | 2.994 cm³  | 90 CV   |
| Alfa Romeo RL Targa Florio | 1924 | 3.620 cm³  | 125 CV  |

## La produzione
La produzione totale fu notevole per l'epoca. Vennero realizzati complessivamente 2.640 veicoli (compresi i modelli da corsa) così suddivisi:
- 1922: 6 autotelai di cui 3 RL "Normale" e 3 RL "Sport"
- 1923: 830 autotelai di cui 610 RL "Normale", 215 RL "Sport" e 5 RL "Targa Florio"
- 1924: 623 autotelai di cui 443 RL "Normale", 176 RL "Sport" e 4 RL "Targa Florio"
- 1925: 901 autotelai di cui 259 RL "Normale", 143 RL "Sport", 195 RL "Turismo" e 304 RL "Super Sport"
- 1926: 138 autotelai di cui 126 RL "Turismo" e 12 RL "Super Sport"
- 1927: 142 autotelai di cui 66 RL "Turismo" e 76 RL "Super Sport"

## Caratteristiche tecniche

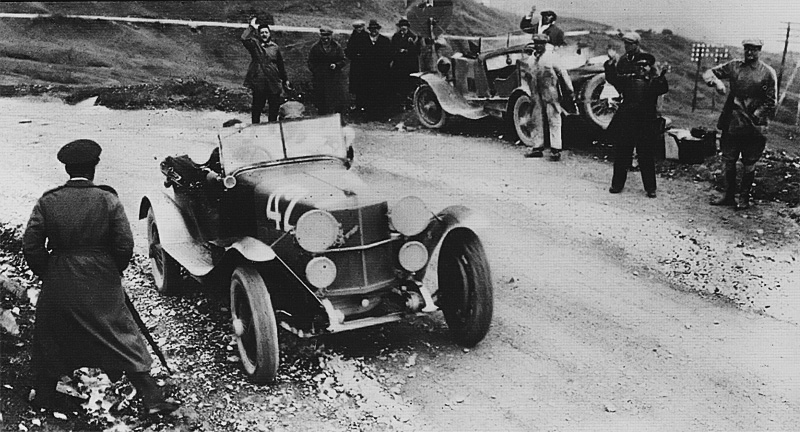
La Alfa Romeo RL Super Sport di Gastone Brilli-Peri e Bruno Presenti alla Mille Miglia 1927

| Modello             | RL Normale                                                         | RL Sport                                                           | RL Turismo                                                         | RL Super Sport                                                     |
| ------------------- | ------------------------------------------------------------------ | ------------------------------------------------------------------ | ------------------------------------------------------------------ | ------------------------------------------------------------------ |
| Motore              | sei cilindri in linea, longitudinale, anteriore                    | sei cilindri in linea, longitudinale, anteriore                    | sei cilindri in linea, longitudinale, anteriore                    | sei cilindri in linea, longitudinale, anteriore                    |
| Cilindrata          | 2.916 cm³                                                          | 2.994 cm³                                                          | 2.994 cm³                                                          | 2.994 cm³                                                          |
| Potenza             | 56 CV                                                              | 71 CV                                                              | 61 CV                                                              | 83-89 CV                                                           |
| Trasmissione        | trazione posteriore tramite albero tubolare a due giunti cardanici | trazione posteriore tramite albero tubolare a due giunti cardanici | trazione posteriore tramite albero tubolare a due giunti cardanici | trazione posteriore tramite albero tubolare a due giunti cardanici |
| Cambio              | 4 marce + retromarcia                                              | 4 marce + retromarcia                                              | 4 marce + retromarcia                                              | 4 marce + retromarcia                                              |
| Peso a vuoto        | 1.800 kg                                                           | 1.750 kg                                                           | 1.800 kg                                                           | 1.600 kg                                                           |
| Velocità dichiarata | 110 km/h                                                           | 130 km/h                                                           | 115 km/h                                                           | 130 km/h                                                           |
| Anni di produzione  | (1922-1925)                                                        | (1925-1927)                                                        | (1925-1927)                                                        | (1925-1927)                                                        |
| Esemplari prodotti  | 1.315                                                              | 537                                                                | 387                                                                | 392                                                                |